# Hävstång

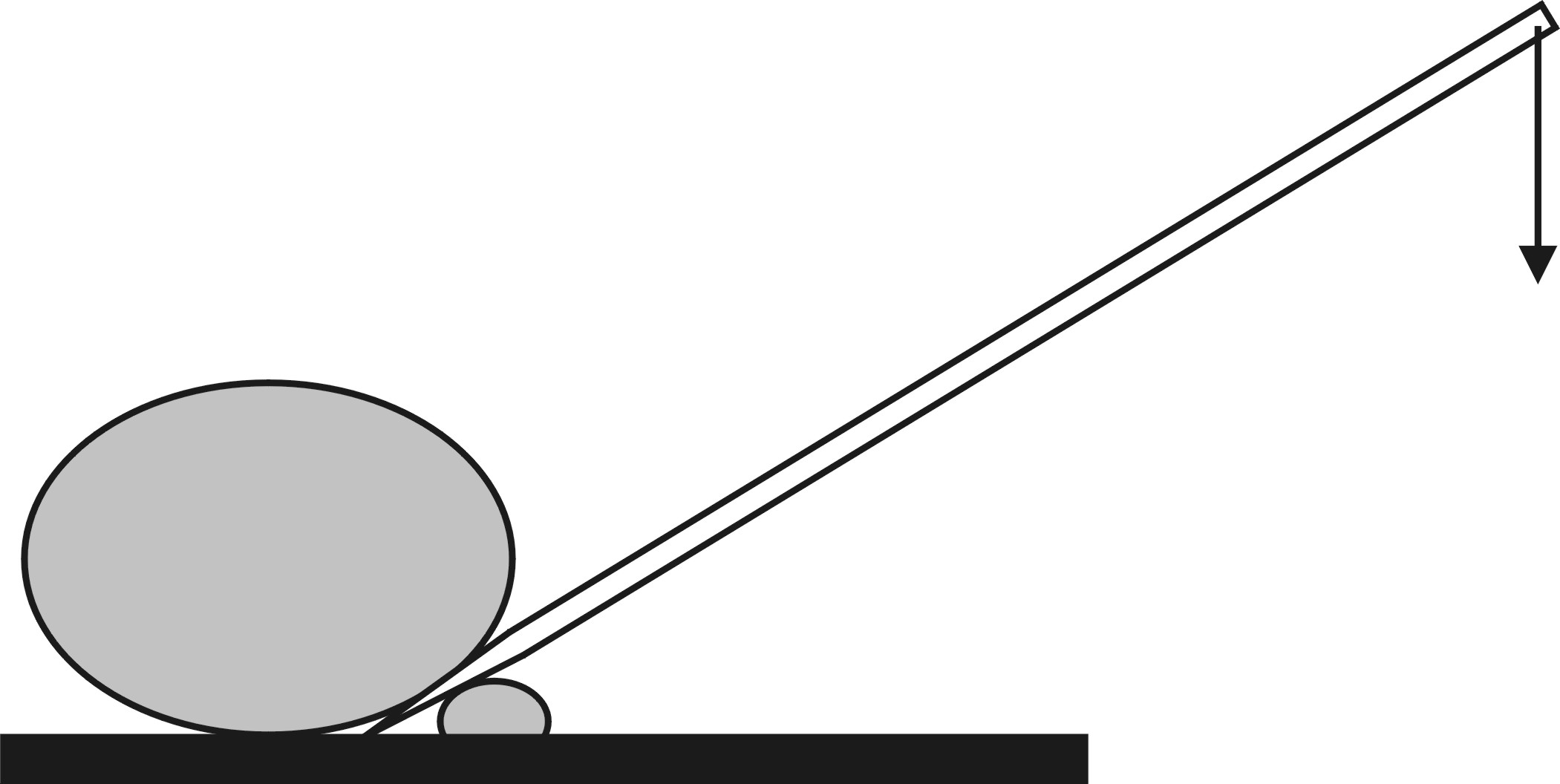
Om man tar ett spett som är 1 meter långt och sätter spetsen under en sten och sedan sätter en sten 1 decimeter från spetsen så har man fått en utväxling på 1:9, vilket innebär att spettets spets, om man trycker nedåt med 500 N på spettets andra ände, utsätter stenen för en kraft av 4 500 N vilket kanske kan få den att lyfta.

Hävstången är en av de fem enkla maskinerna. En hävstång är ett oböjligt föremål som används tillsammans med en lämplig vridningspunkt för att öka eller minska den resulterande kraft som en påverkande kraft utövar i hävstångens andra ände. Man skiljer på enarmade och tvåarmade hävstänger. På en enarmad hävstång finns den påverkande och den resulterande kraften på samma sida om vridningspunkten och vid tvåarmade finns de på olika sidor. Hävstången använder mekanikens gyllene regel.
Hävstången går igen i många mekaniska tillämpningar och användes som ett viktigt verktyg för kraftutväxling redan under forntiden.

## Exempel

### Enarmad hävstång

Enarmad hävstång med den resulterande kraften i mitten.

Enarmad hävstång med den resulterande kraften i den fria änden.

På en enarmad hävstång finns den påverkande kraften och den resulterande kraften på samma sida om vridningspunkten. Exempel på tillämpningar där den resulterande kraften finns mellan den påverkande och vridningspunkten är många till exempel:
- kofot (den del som används som ett bräckjärn)
- nötknäppare
- skottkärra
- skruvnyckel

Exempel på tillämpningar där den påverkande kraften finns mellan den resulterande och vridningspunkten är:
- blida
- fiskespö
- flottör
- människoarm
- pincett

### Tvåarmad hävstång
- balansvåg[1]
- mekanisk domkraft[1]
- besman
- gungbräda
- kapsylöppnare

Tvåarmad hävstång med den resulterande kraften i den korta änden.

- kofot (den del som ser ut som en kos fot)
- sax[1]
- spett
- tång[1]
- åra

## Källhänvisningar
1. 1 2 3 4  "hävstång". NE.se. Läst 11 september 2014.